# Elliot Millar-Mills
Pour les articles homonymes, voir Millar et Mills.
Pas d'image ? Cliquez ici

a Compétitions nationales et continentales officielles uniquement.

b Matchs officiels uniquement.
Dernière mise à jour le 26 octobre 2024.
Elliot Millar-Mills, né le 8 juillet 1992 à Stockport (Angleterre), est un joueur international écossais de rugby à XV jouant au poste de pilier droit avec les Northampton Saints en Premiership depuis 2023.
Ses deux sœur ainées, Bridget Millar-Mills et Harriet Millar-Mills (en), sont des joueuses internationales de rugby à XV.

## Biographie

### Jeunesse et formation
Elliot Millar-Mills naît le 8 juillet 1992 à Stockport, en Angleterre, d'une père anglais et d'une mère écossaise originaire d'Hamilton. Il a deux sœur ainées, Bridget et Harriet (en) qui sont respectivement internationale écossaise et internationale anglaise de rugby à XV. Il commence lui aussi ce sport au Manchester Rugby Club, puis joue successivement pour le club de Stockport RUFC et de Macclesfield RUFC,.
En 2016, il représente le comté de Cheshire durant le County Championship et perd en finale sur le score de 35 à 13 contre les Cornouailles.

### Carrière professionnelle
Elliot Millar-Mills commence sa carrière avec le Yorkshire Carnegie qu'il rejoint après un essai concluant. Il y joue durant la saison 2016-2017 et prend part à sept rencontres dont six en Championship et une en British and Irish Cup.
Il quitte ensuite ce club pour rejoindre Édimbourg Rugby, en Pro14, pour la saison 2017-2018.
Après une saison passée en Écosse, il retourne en Angleterre et s'engage avec les Ealing Trailfinders, évoluant en Championship, la deuxième division anglaise. Il fait ses débuts avec cette équipe lors du premier match de championnat de la saison 2018-2019, contre les London Irish. Durant la saison 2020-2021, Ealing atteint la finale du championnat et fait face aux Saracens, rétrogradés la saison d'avant. Millar-Mills joue la finale retour perdu 57 à 15.
Après de bonnes performances en deuxième division, il est repéré par les Wasps, club de Premiership, qui le recrutent en 2021 afin d'étoffer leur effectif. Il vient pour faire partie de la rotation en première ligne. Cependant, au cours de l'année 2022, les Wasps sont placés en redressement judiciaire, conduisant au forfait de l'équipe pour le reste de la saison et au licenciement des joueurs,. Face à cette situation, il quitte le club et rejoint successivement Bath Rugby, Édimbourg Rugby, puis les Northampton Saints durant l'année 2023.
Durant la saison 2023-2024, au mois de janvier 2024 Elliot Millar Mills est sélectionné pour la première fois de sa carrière avec l'équipe d'Écosse pour le Tournoi des Six Nations 2024. Il remplace Will Hurd, blessé à un pied. Il obtient alors sa première cape avec le XV du Chardon dès la première journée du Tournoi, contre le pays de Galles. Il remplace Zander Fagerson en cours de partie avant que son pays ne s'impose d'un point sur le score de 27 à 26. Il joue un total de trois matchs durant cette compétition. De retour en club, Northampton atteint la finale de Premiership et fait face à Bath Rugby. Lors de cette rencontre, il entre en jeu en seconde période à la place de Trevor Davison et les siens l'emportent 25 à 21. Ainsi, Elliot Millar-Mills remporte cette compétition pour la première fois de sa carrière et le club pour la deuxième fois de son histoire,. À la fin de la saison, il prolonge son contrat avec les Saints.
En juin 2024, il est de nouveau appelé avec le XV du Chardon, cette fois pour préparer la tournée d'été en Amérique. Lors du premier match de cette tournée, il connaît sa première titularisation face au Canada, dans une équipe largement remaniée, et les Écossais s'imposent 73 à 12. Il est ensuite rappelé en sélection en début de saison 2024-2025, pour les matchs amicaux d'automne.

## Palmarès
- Finaliste du Championnat d'Angleterre de 2e division en 2021 avec les Ealing Trailfinders.
- Vainqueur du Championnat d'Angleterre en 2024 avec les Northampton Saints.
- Finaliste de la Champions Cup en 2025 avec les Northampton Saints.